# Carolina Rossi
Carolina Rossi (* 7. April 1989) ist eine ehemalige argentinische Handballspielerin, die vor allem in der Disziplin Beachhandball erfolgreich war. Sie war über mehrere Jahre Mitglied der argentinischen Nationalmannschaft und gehört zu den Spielerinnen, die nachhaltig mit dem stetigen Aufstieg der argentinischen Beachhandball-Nationalmannschaft und dem argentinischen Beachhandball in diesem Zeitraum verbunden sind.

## Hallenhandball
Rossi begann im Alter von elf Jahren mit dem Handballspielen beim Club Deportivo Ferrocarril Mitre Handbal aus Buenos Aires, nachdem sie Beachhandball für sich entdeckt hatte, spezialisierte sie sich jedoch auf diese Disziplin.

## Beachhandball
Rossi wurde erstmals 2012 von Nationaltrainer Salvador Comparone in die Nationalmannschaft Argentiniens berufen. 2013 spielte sie in einem Jahr ohne internationale Meisterschaftsteilnahme für die Argentinierinnen erstmals bei einem Turnier in Uruguay im blau-weißen Trikot. Von da an gehörte sie bis einschließlich 2018 zum unumschränkten Stamm des Nationalteams und nahm an allen Turnieren teil, die Argentinien bestritt. Gleich 2014 wurde ein besonders aktives Jahr. Zunächst gewann Rossi bei den Panamerika-Meisterschaften in einem kleinen Finale gegen Paraguay mit Bronze ihre erste internationale Medaille und qualifizierte sich mit ihrer Mannschaft damit auch erstmals für eine Weltmeisterschaft. Im weiteren Jahresverlauf standen aber zunächst die South-American Beach Games an, wo die argentinische Mannschaft das erste Mal ein Finale erreichte und sich in Vargas nur noch den Gastgebern aus Venezuela geschlagen geben musste. Weniger erfolgreich verliefen die ersten Weltmeisterschaften in Recife im Nachbarland Brasilien. Rossi belegte mit Argentinien den elften und damit vorletzten Platz, konnte einzig Australien hinter sich lassen.
Nachdem Rossi 2015 mit Argentinien nur beim Anden-Cup gestartet war, stand 2016 erneut die Panamerika-Meisterschaft an und erstmals wurde in diesem Wettbewerb das Finale erreicht, hier aber Brasilien, der vorherrschenden Beachhandball-Macht auf dem amerikanischen Doppelkontinent und einer der stärksten Mannschaften der Welt, unterlegen. Dennoch konnte zum zweiten Mal die Teilnahme an einer Weltmeisterschaft erreicht werden. In Budapest konnte Argentinien das Turnier weitaus besser als beim ersten Mal gestalten und belegte am Ende Rang sieben. Zudem gelang über die Kontinentalmeisterschaft die Qualifikation für die World Games 2017 in Breslau. In Polen konnte Rossi mit ihren Argentinierinnen den bis dahin größten Erfolg für ihr Land im Handball überhaupt erreichen. Nach einer eher schwachen Vorrunde mit nur einem Sieg über Tunesien und zwei Niederlagen gegen Norwegen und Spanien konnte Argentinien mit zwei Siegen im Shootout über Australien und Norwegen das Finale gegen den Erzrivalen aus Brasilien erreichen, das aber klar verloren wurde. Die Silbermedaille war dennoch ein großer Erfolg.
2018 brachte die letztmalige Austragung der Panamerika-Meisterschaften. Für einen Teil der langjährigen Nationalspielerinnen, Rossi eingeschlossen, sollte es das letzte Turnier werden, Argentinien befand sich in einer Umbruchphase. Dementsprechend schwach verlief das Turnier, bei dem nur ein fünfter Rang belegt wurde. Dennoch war das Jahr für Argentinien durch den Gewinn einer ersten Beachhandball-Goldmedaille auf Weltebene bei den Olympischen Jugendspielen in Buenos Aires ein voller Erfolg. In das Ziel Gold wurde in den Jahren zuvor viel Energie gesteckt, das sich in den folgenden Jahren auch in der A-Nationalmannschaft bemerkbar machen sollte. Ab 2019 sollte Argentinien, nun ohne die zurück getretene Rossi, mit den nachrückenden Spielerinnen erst die meisten der größten Erfolge erringen. Dennoch hatte Rossi ihren Anteil am Aufstieg des Beachhandballs in ihrem Heimatland.

## Persönliches
Rossi studierte Medizin in der Fachrichtung Anästhesiologie. In ihrem ersten Jahr nach dem Praktischen Jahr der Ausbildung hatte sie direkt mit der COVID-19-Pandemie zu tun und wurde gemeinsam mit ihrer früheren Nationalmannschaftskollegin Jésica Presas durch die Internationale Handballföderation in einer Artikelserie porträtiert, in der Personen aus dem Handball gezeigt wurden, die gegen die aktiv im Einsatz gegen die Pandemie standen.

## Erfolge
| World Games - 2017: 2. Weltmeisterschaften - 2014: 11. - 2016: 7. | Pan-Amerikanische Meisterschaften - 2014: 3. - 2016: 2. - 2018: 5. | Südamerikanische Beach Games - 2014: 2. Andencup - 2015: 1. (Team A) |